# Знітові
Онагрові, знітові (Onagraceae) — родина рослин порядку миртоцвітих (Myrtales).